# Jakub Piepes-Poratyński
Jakub Piepes-Poratyński, též Poratynski (4. dubna 1846 Lvov – 19. října 1904 Vídeň), byl rakouský lékárník a politik židovského původu a polské národnosti z Haliče, na přelomu 19. a 20. století poslanec Říšské rady.

## Biografie
Pocházel z židovské rodiny. Zastával asimilantskou orientaci. Byl synem lvovského lékaře Salomona Piepese. Vystudoval gymnázium ve Lvově. V únoru 1860 nastoupil do lékárny U Stříbrného orla Zygmunta Ruckera. V únoru 1863 složil lékárnické zkoušky a po dvouletém studiu na Lvovské univerzitě byl v červenci 1866 promován na doktora farmacie. V období let 1866–1873 působil v lékárně U Zlatého lva Adolfa Berlinera. Zpočátku byl jejím zaměstnancem, později majitelem. Od počátku 70. let byl majitelem nejstarší lvovské lékárny U Koruny uherské. Podílel se na vzniku východohaličského lékárnického spolku. Byl prezidentem lékárnického spolku ve Lvově a zasadil se o legislativu v oboru lékárnictví. Byl i politicky aktivní. Měl blízko k politickému směru Franciszka Jana Smolky. Od roku 1877 až do své smrti zasedal ve lvovské obecní radě (s krátkou přestávkou v letech 1880–1882). V roce 1881 byl zvolen do lvovské obchodní a živnostenské komory, v níž od roku 1890 zastával funkci viceprezidenta a od roku 1900 prezidenta. Od roku 1897 byl členem zemské školní rady a v letech 1900–1904 zemské zdravotní rady. Od roku 1884 byl cenzorem Rakousko-uherské banky a zasedal v řídicích orgánech dalších finančních ústavů.
Získal Řád Františka Josefa. Od roku 1900 užíval jméno Piepes-Poratyński.
Byl také poslancem Říšské rady (celostátního parlamentu Předlitavska), kam usedl ve volbách do Říšské rady roku 1897 za kurii obchodních a živnostenských komor v Haliči, obvod Lvov. Mandát zde obhájil ve volbách do Říšské rady roku 1901. Poslancem byl do své smrti roku 1904. Pak ho v parlamentu nahradil Godzimir Małachowski. Ve volebním období 1897–1901 se uvádí jako Jakob Piepes-Poratyński, lékárník a prezident obchodní a živnostenské komory ve Lvově, bytem Lvov.
Ve volbách roku 1897 je uváděn jako oficiální polský kandidát, tedy kandidát parlamentního Polského klubu. Za Polský klub kandidoval i ve volbách roku 1901.
Zemřel v říjnu 1904 po dlouhé a těžké nemoci. Byl pohřben na lvovském židovském hřbitově.